# Operação Bodyguard

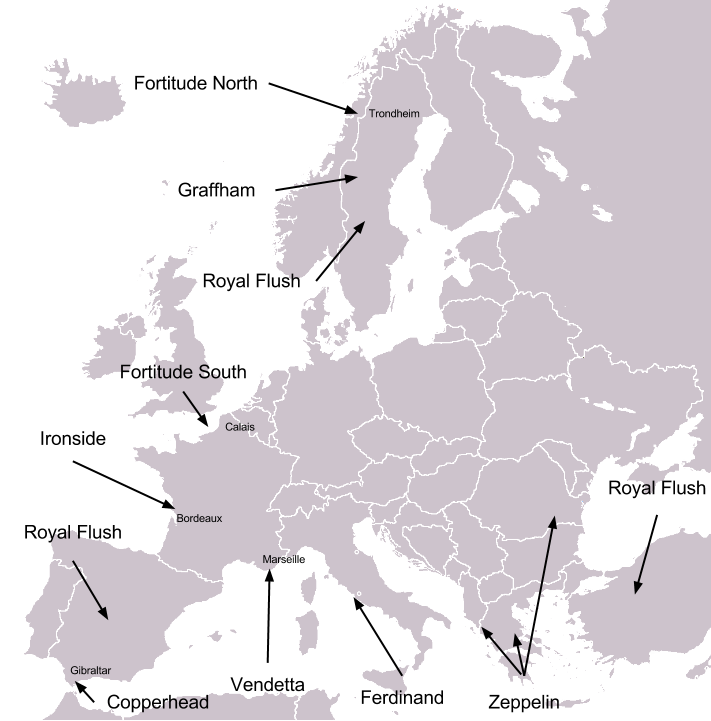
Mapa representando os alvos de todos os planos subordinados da Operação Bodyguard.

Operação Bodyguard (em português:  Operação Guarda-Costas) foi o codinome de um plano de fraude na Segunda Guerra Mundial empregado pelos Aliados antes da invasão de 1944 do noroeste da Europa. O plano pretendia enganar o alto comando alemão quanto à hora e local da invasão. O plano continha várias operações, que culminaram na surpresa tática para os alemães durante os desembarques da Normandia em 6 de junho de 1944 (Dia-D) e atrasaram os reforços alemães para a região por algum tempo depois.
As defesas costeiras alemãs foram diluídas em 1944, enquanto se preparavam para defender toda a costa do noroeste da Europa. Os Aliados já haviam empregado operações fraudulentas contra os alemães, auxiliados pela captura de todos os agentes alemães no Reino Unido e pela decodificação sistemática das comunicações alemãs da Enigma. Depois que a Normandia foi escolhida como o local da invasão, foi decidido tentar enganar os alemães a pensar  que a verdadeira invasão deveria ser em outro lugar.
O planejamento para a operação começou em 1943, sob os auspícios da Seção de Controle de Londres (LCS). Um projeto de estratégia, conhecido como Plano Jael, foi apresentado ao Alto Comando Aliado na Conferência de Teerã no final de novembro e aprovado em 6 de dezembro. O objetivo deste plano era levar os alemães a acreditar que a invasão do noroeste da Europa viria depois do planejado e a esperar ataques em outros lugares, incluindo os ataques em Pas-de-Calais, Bálcãs, sul da França, Noruega e ataques soviéticos na Bulgária e no norte da Noruega.
A Operação Guarda-Costas foi bem-sucedida e os desembarques na Normandia pegaram os alemães de surpresa. O engano subsequente, sugerindo que os desembarques na Normandia eram um desvio, levou Hitler a adiar o envio de reforços da região de Pas-de-Calais por quase sete semanas (o plano original havia especificado 14 dias).